# Sokol OD Olomouc
El Sokol Od Olomouc fue un equipo de fútbol de Checoslovaquia que alguna vez jugó en la desaparecida Primera División de Checoslovaquia, primera división de fútbol en el país.

## Historia
Fue fundado en el año 1912 en la ciudad de Olomouc con el nombre SK Olomouc, y en su historia utilizó varios nombres, los cuales fueron:
- 1912: SK Olomouc (Sportovní klub Olomouc)
- 1937: SK Olomouc ASO (Sportovní klub Olomouc Ander a Syn Olomouc)
- 1948: Sokol Olomouc ASO (Sokol Olomouc Ander a Syn Olomouc)
- 1949: Sokol OD Olomouc (Sokol Obchodní domy Olomouc)

Durante la ocupación nazi logró jugar en la primera división regional por tres temporadas hasta que descendió en la temporada de 1943/44. Posteriormente con la caída del Imperio Nazi, el equipo ganó el título de la segunda categoría y logra el ascenso a la Primera División de Checoslovaquia, de la cual desciende tras una temporada.
En las siguientes temporadas el club jugó en la segunda categoría hasta que descendió en la temporada 1949 y un año después desapareció.
El equipo jugó 96 partidos de primera división, con 36 victorias, 10 empates y 50 derrotas, anotó 202 goles y recibió 248.

## Palmarés
- Liga Checa: 2

1940/41, 1945/46